# Новомунасіпово
Ноуомунасі́пово (рос. Новомунасипово, башк. Яңы Монасип) — присілок у складі Бурзянського району Башкортостану, Росія. Адміністративний центр Старомунасіповської сільської ради (з 12 грудня 1986 року).
Населення — 327 осіб (2010; 352 в 2002).
Національний склад:
- башкири — 100%